# Manuel Sanchís Hontiyuelo
Manuel "Manolo" Sanchís Hontiyuelo, född 23 maj 1965 i Madrid, är en spansk före detta fotbollsspelare. Han spelade under hela sin karriär för Real Madrid och gjorde 48 landskamper för Spaniens landslag. Hans far, Manuel Sanchís Martínez, spelade även han för Real Madrid och det spanska landslaget.

## Karriär
Manolo Sanchís gjorde sin debut för Real Madrid 4 december 1983 och avgjorde matchen mot Real Murcia med sitt 1-0 mål. Under sin karriär spelade Sanchís över 700 matcher för Real Madrid och vann bland annat La Liga åtta gånger, Champions League och UEFA-cupen två gånger vardera. Sanchís blev lagkapten för Real Madrid 1993 och var så tills han avslutade sin karriär 2001.
Manolo Sanchís var med det spanska U21-landslag som vann U21-EM 1986. Han gjorde sin debut för Spaniens A-lag 12 november 1986 i en EM-kvalmatch mot Rumänien. Sanchís spelade 48 landskamper och var med i både EM 1988 samt VM 1990.

## Meriter
Real Madrid
- La Liga: 1986, 1987, 1988, 1989, 1990, 1995, 1997, 2001
- Copa del Rey: 1989, 1993
- Copa de la Liga: 1985
- Supercopa de España: 1988, 1989, 1990, 1993, 1997
- Champions League: 1998, 2000
- UEFA-cupen: 1985, 1986
- Interkontinentala cupen: 1998

Spanien
- U21-EM
  - Guld: 1986